# スウェーデン国鉄Ra形電気機関車
スウェーデン国鉄Ra形電気機関車（スウェーデンこくてつRaがたでんききかんしゃ）はスウェーデン国鉄（SJ：現在のSJ AB）で使用されていた旅客用電気機関車である。
高速列車牽引を目的に開発され、またRapidの愛称を持ったために、高速の意を持つRapid形と呼ばれることもある。また、「Ra」という形式名もこの「Rapid」から取ったとされる。

## 概要
1940年代国内でモータリゼーションが進展する中、国鉄では対抗策として急行列車の速度向上を考えていた。
国鉄では地元企業・アセア（現在のABB）に対して試作車両2両を発注し、1955年に846号機、847号機の2両が製造された。試験の結果は良好だったために1961年に量産機として987 - 994号機の8両が製造された。

## 車体外観
15m級で車体で運転台下部を前方に突き出した特徴的な形をしているこれは北米の機関車をモデルにし、運転台の位置を高くすることで視界の確保と、衝突事故時に乗務員への被害を軽減するためで高速で列車を牽引するための安全装備である。塗装は茶色に青緑色の帯を巻いたものであったが、1960年代後半にはオレンジ色を基調とした明るい塗装に塗り替えられた。
1972年にはライト類のシールドビーム化が行われたほか、1983年、新型保安装置ATCの設置にあたり側面の乗降用扉の位置が変更されている。試作車と量産車は見分けがつきにくいが、量産車では空気抵抗を考えてパンタグラフの位置がやや中央寄りに変更されている。

## 機器類
従来スウェーデンの電気機関車では蒸気機関車のようなロッド駆動が用いられていたが、本系列では一般的なボギー台車を採用した。電動機（モーター）出力は660kW/基、車軸配置はBo'-Bo'（UIC表記）の4軸駆動で1両当たりの出力は2640kW、牽引力は200kNである。保安装置として1983年にATCが設置された。

## 運用
ストックホルム、ヨーテボリ間の急行列車に投入され、後にノルウェーのオスロまで延長運転されたりもした。もっとも、当時の国鉄線の最高速度は130km/hで本系列は性能をもてあまし気味だったという。1987年試作車2両が運用を離脱したのをはじめに、1996年までに全車両が定期運用を離脱した。

## 保存
スウェーデンを代表する名機として5両が保存されている。とくにイェブレにあるスウェーデン鉄道博物館では846号機と988号機、ネッシェ―にあるネッシェー鉄道博物館では988号機を保存しており間近で観察することが出来る。このうちトップナンバーである846号機は2006年にライト類などを登場当時の姿に復元され各地でイベント列車を牽引している。また、847号機は運用離脱後2009年まで保線車両の牽引などにあたっており、スウェーデン各地で目にすることが出来た。

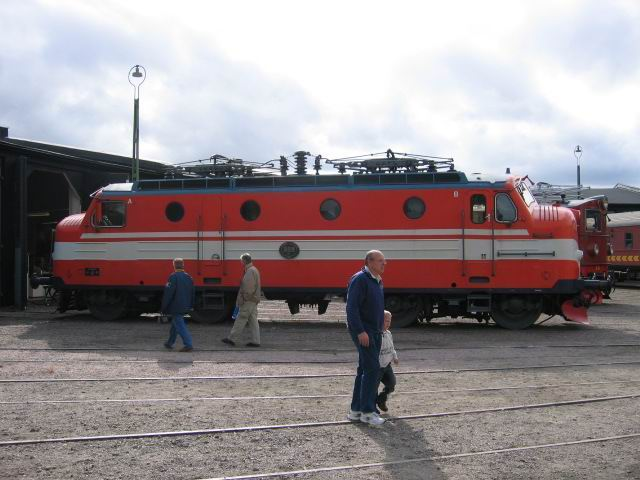
イェヴレの鉄道博物館に保存されている988号機、オレンジ色と白帯塗装。
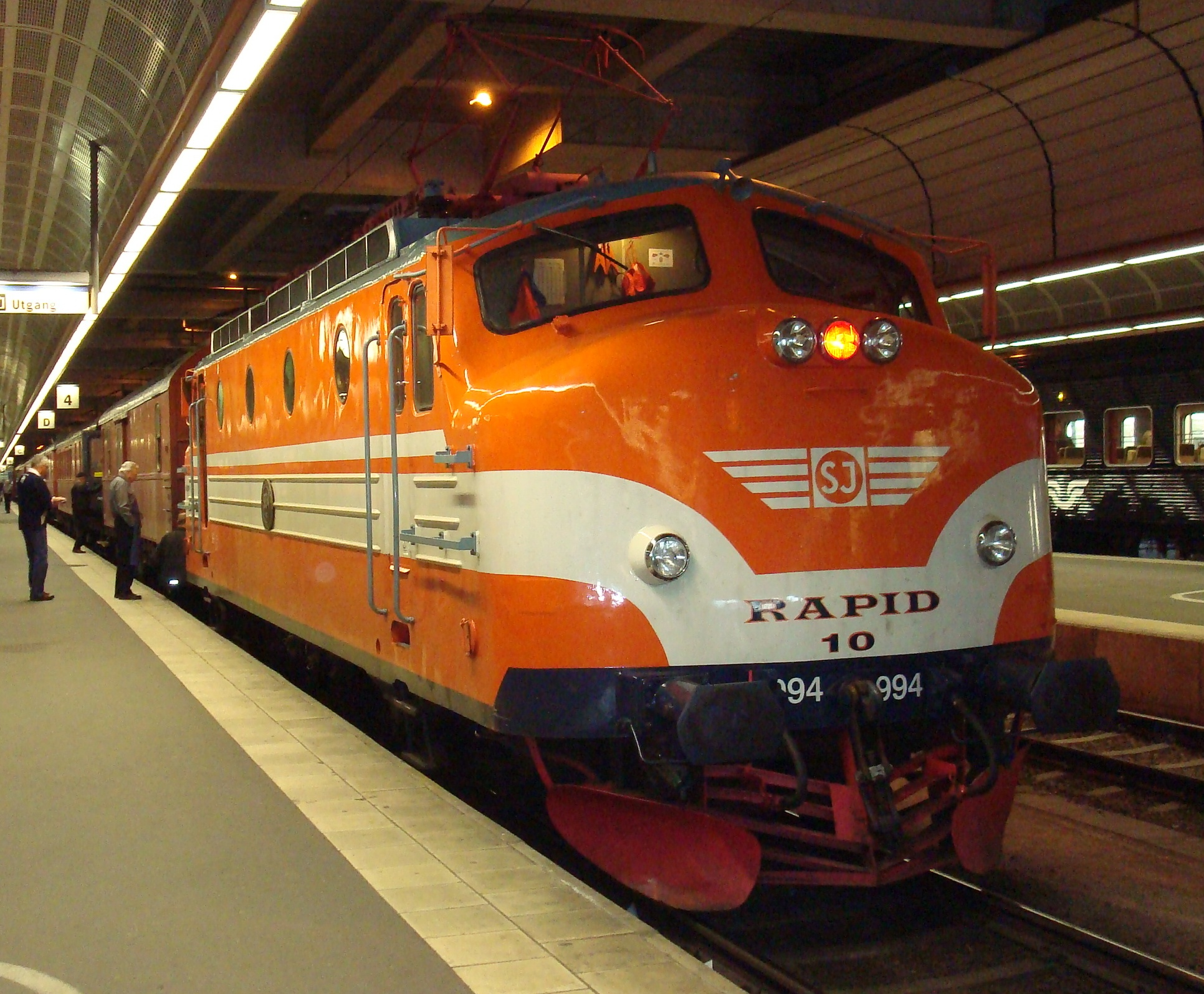
994号機
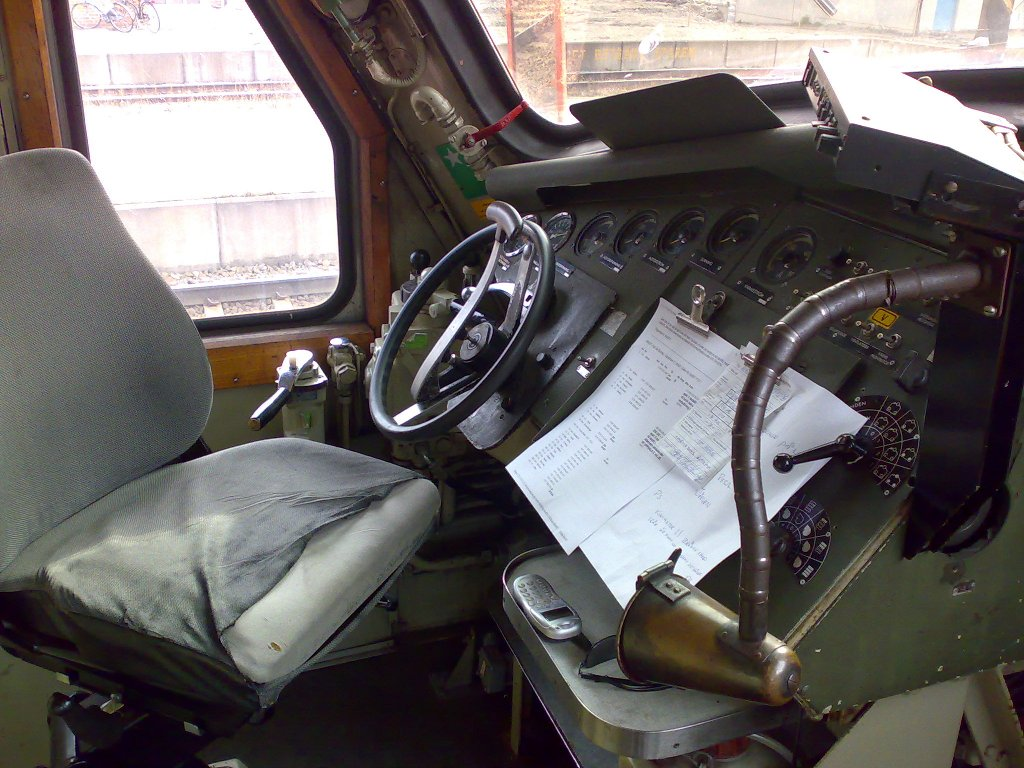
994号機の運転席。